# Ransundet

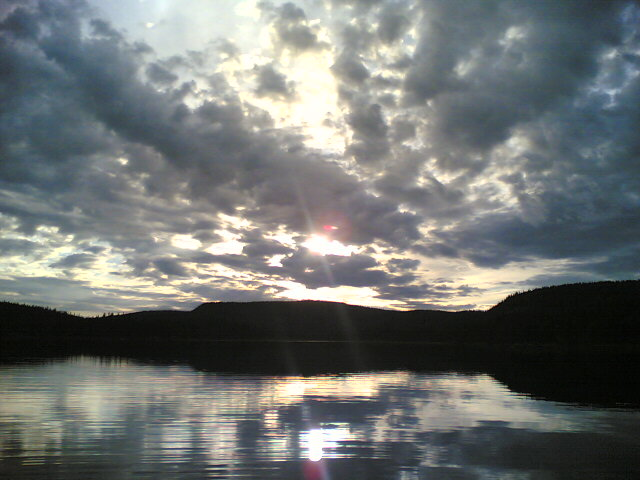
Ransundssjön en sommarkväll.

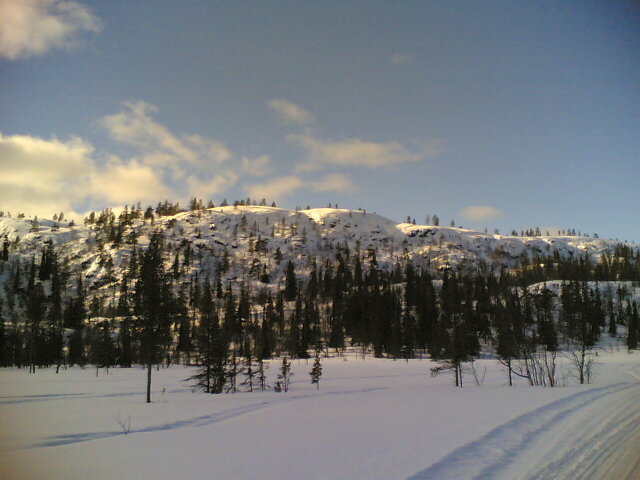
Baksidan av Ransundsvålen en vinterdag.

Ransundet är en by 30 km sydväst om Hede i Härjedalen. 
Byn grundades av Halfvar Persson, Långå, och Olov Jönsson, Hede, år 1825. Anledningen till byns uppkomst var sommarbete för kossorna och möjligheter till fiske och eventuell jakt.
Sedan 1971 finns i Ransundet ett vilthägn som innehåller mufflonfår, wapitihjortar, kronhjortar, vildsvin, minigrisar och renar. Lennart Persson, (1932-1995) Hede, grundade hägnet.
I Ransundet finns det fina möjligheter till fiske. Kring byn ligger många sjöar rika på öring och röding.  